# Mäñgilikke
Mäñgilikke es el álbum de debut del solista kazajo y ex finalista de SuperStar KZ, Almas Kişqembaev. La producción del álbum tuvo dos años de duración y fue publicado a mediados del año 2006. De este álbum se han desprendido cuatro singles acompañados con sus respectivos videoclips.

## Canciones
1. "Mäñgilikke" – 4:08
2. "Ïzdedim" – 4:00
3. "Zolotaja pora" – 4:03
4. "Aldaydı" – 4:00
5. "Süyğenım" – 3:45
6. "Ty moja nagrada" – 3:25
7. "Sağınış" – 3:50
8. "Ljubimaja" – 4:05
9. "Bäribir" – 3:40
10. "Janımda tek sen" – 3:15

- Datos: Q5394140